# Paolo Cognetti
Paolo Cognetti, italijanski pisatelj, * 27. januar 1978, Milan, Italija.
Cognetti je trenutno najvidnejši predstavnik mlajše generacije italijanskih književnikov. Zgodnja književna in dokumentarna dela je kot poznavalec ameriške sodobne književnosti posvečal svoji Meki, New Yorku. Avtor kratkoproznih in esejističnih zbirk si je vrata v svet odprl z romanesknim prvencem Osem gorà (Le otto montagne), za katerega je med drugim prejel prestižno nagrado strega. Njegov zadnji roman Volčja sreča (v izvirniku La felicità del lupo), ki ga je izdal leta 2021, je že mednarodna uspešnica. Je eden najbolj prevajanih italijanskih pisateljev.

## Prevedena dela
- Osem gorà. Prevedel Luka Novak. Totaliteta, Lj  ubljana 2020.
- Divji deček: gorski dnevnik. Prevedel in pogovor z avtorjem objavil Jernej Šček. UMco, Ljubljana 2022.
- Nikoli na vrh: himalajsko potovanje. Prevedel Jernej Šček. UMco, Ljubljana 2022.
- Volčja sreča. Prevedel Jernej Šček, UMco, Ljubljana 2023.